# Morti nel 1900
| Questa pagina contiene informazioni ricavate automaticamente dalle voci biografiche con l'ausilio del template Bio e di un bot. L'aggiornamento è periodico e automatico e ricostruisce completamente la pagina. Se manca una persona in questa lista, sei pregato di non aggiungerla, ma accertati piuttosto che la sua voce biografica contenga il template Bio e che i dati anagrafici siano correttamente compilati. Se il template Bio manca, inseriscilo tu stesso o, in alternativa, metti l'avviso {{tmp\|Bio}} che ne segnala la mancanza. Se i dati riportati sono sbagliati, correggi direttamente la voce biografica; le modifiche saranno visibili in questa lista entro pochi giorni. Per chiarimenti vedi il progetto biografie. La lista contiene solo le 432 persone che sono citate nell'enciclopedia e per le quali è stato implementato correttamente il template Bio. Pagina aggiornata al 2 ago 2025. |

## Gennaio(43)
- 2 gennaio - James E. Slaughter, generale statunitense (n. 1827)
- 3 gennaio - Alfred Joseph Baker, velocista e calciatore inglese (n. 1846)
- 3 gennaio - Dmitrij Vasil'evič Grigorovič, scrittore russo (n. 1822)
- 4 gennaio - Antonio Ridolfi, pittore italiano (n. 1824)
- 4 gennaio - Pietro Solazzi, patriota italiano (n. 1827)
- 5 gennaio - Henry Tracey Coxwell, scrittore britannico (n. 1819)
- 6 gennaio - John Stallo, giurista, filosofo e ambasciatore tedesco (n. 1823)
- 9 gennaio - Francesco Cirio, imprenditore italiano (n. 1836)
- 11 gennaio - Ferdinand Philippe Carré, ingegnere francese (n. 1824)
- 11 gennaio - James Martineau, filosofo e teologo britannico (n. 1805)
- 11 gennaio - José Antônio Pereira, esploratore brasiliano (n. 1825)
- 12 gennaio - Manlio Garibaldi, militare italiano (n. 1873)
- 13 gennaio - Emilio Altieri, VII principe di Oriolo, principe italiano (n. 1819)
- 13 gennaio - Peter Waage, chimico norvegese (n. 1833)
- 14 gennaio - Vincenzo De Filpo, politico italiano (n. 1832)
- 15 gennaio - Heinrich Franz Gaudenz von Rustige, pittore tedesco (n. 1810)
- 16 gennaio - Sydney Pierrepont, III conte Manvers, politico, militare e nobile inglese (n. 1826)
- 17 gennaio - Schomberg Kerr, IX marchese di Lothian, politico e diplomatico scozzese (n. 1833)
- 17 gennaio - Henriette Nielsen, scrittrice e drammaturga danese (n. 1815)
- 17 gennaio - Luigi Trombetta, cardinale italiano (n. 1820)
- 18 gennaio - Domenico Farini, militare e politico italiano (n. 1834)
- 19 gennaio - Domenico Cucchiari, generale e politico italiano (n. 1806)
- 20 gennaio - Richard Doddridge Blackmore, scrittore inglese (n. 1825)
- 20 gennaio - John Ruskin, scrittore, pittore e poeta britannico (n. 1819)
- 21 gennaio - Giovanni Buzzacchi, militare e chirurgo italiano (n. 1836)
- 21 gennaio - Francesco di Teck, nobile tedesco (n. 1837)
- 21 gennaio - Mangiafegato Johnson, militare statunitense
- 22 gennaio - Girolamo Davado, religioso italiano (n. 1845)
- 22 gennaio - Francesco Ferrara, economista e politico italiano (n. 1810)
- 22 gennaio - David Edward Hughes, inventore britannico (n. 1830)
- 22 gennaio - Antoine-Fortuné Marion, botanico, zoologo e naturalista francese (n. 1846)
- 24 gennaio - Isacco Artom, diplomatico e politico italiano (n. 1829)
- 25 gennaio - Adelaide di Hohenlohe-Langenburg, nobile tedesca (n. 1835)
- 26 gennaio - Agnes Börjesson, pittrice svedese (n. 1827)
- 26 gennaio - Édouard Riou, pittore e illustratore francese (n. 1833)
- 28 gennaio - Hanns Bruno Geinitz, geologo e mineralogista tedesco (n. 1814)
- 28 gennaio - Caroline Lenferna de Laresle, religiosa mauriziana (n. 1824)
- 29 gennaio - Charles Franklin Dunbar, economista statunitense (n. 1830)
- 30 gennaio - Vittorio Bersezio, scrittore e giornalista italiano (n. 1828)
- 30 gennaio - Raffaello Caverni, presbitero e scrittore italiano (n. 1837)
- 30 gennaio - Luigi Incisa Beccaria di Santo Stefano, militare italiano (n. 1813)
- 31 gennaio - Tito Livio Cianchettini, giornalista italiano (n. 1821)
- 31 gennaio - John Sholto Douglas, IX marchese di Queensberry, nobiluomo scozzese (n. 1844)

## Febbraio(46)
- 1º febbraio - Bernard Altum, religioso e zoologo tedesco (n. 1824)
- 1º febbraio - Domenico Maria Jacobini, cardinale e arcivescovo cattolico italiano (n. 1837)
- 1º febbraio - Leonardo La Russa, politico italiano (n. 1832)
- 2 febbraio - Anton Niklas Sundberg, arcivescovo luterano svedese (n. 1818)
- 2 febbraio - Annie Turner Wittenmyer, scrittrice statunitense (n. 1827)
- 3 febbraio - William W. Averell, generale statunitense (n. 1832)
- 3 febbraio - William Stanley Haseltine, pittore e disegnatore statunitense (n. 1835)
- 3 febbraio - David McKendree Key, politico statunitense (n. 1824)
- 3 febbraio - Ottokar Nováček, violinista e compositore ungherese (n. 1866)
- 3 febbraio - Elizabeth Pulman, fotografa neozelandese (n. 1836)
- 3 febbraio - Maria Helena Stollenwerk, religiosa tedesca (n. 1852)
- 5 febbraio - Ottavio Lovera di Maria, poliziotto, funzionario e politico italiano (n. 1833)
- 6 febbraio - Elia Benamozegh, rabbino italiano (n. 1823)
- 6 febbraio - Pëtr Lavrovič Lavrov, giornalista, filosofo e rivoluzionario russo (n. 1823)
- 7 febbraio - Jules Adenis, drammaturgo, librettista e giornalista francese (n. 1821)
- 7 febbraio - Petko Vojvoda, rivoluzionario e patriota bulgaro (n. 1844)
- 7 febbraio - Achille Sfondrini, architetto italiano (n. 1836)
- 7 febbraio - Francesco Sprovieri, giurista e politico italiano (n. 1826)
- 7 febbraio - Adolph Carl von Rothschild, banchiere tedesco (n. 1823)
- 8 febbraio - Luigi Berlingeri, politico italiano (n. 1816)
- 8 febbraio - Ludwig Meyer, psichiatra tedesco (n. 1827)
- 9 febbraio - Richard Wigginton Thompson, politico statunitense (n. 1809)
- 10 febbraio - Luigi Avogadro di Quaregna, politico italiano (n. 1826)
- 11 febbraio - Carlo Baravalle, scrittore italiano (n. 1826)
- 11 febbraio - Émile Blanchard, entomologo e zoologo francese (n. 1819)
- 12 febbraio - Paolo Onorato Vigliani, magistrato e politico italiano (n. 1814)
- 14 febbraio - Giovanni Canestrini, biologo, naturalista e aracnologo italiano (n. 1835)
- 14 febbraio - Ernesto Emanuele Oblieght, imprenditore ungherese (n. 1838)
- 15 febbraio - Adrien René Franchet, botanico francese (n. 1834)
- 15 febbraio - José Joaquín Álvarez de Toledo, XVIII duca di Medina Sidonia, politico spagnolo (n. 1826)
- 15 febbraio - Karl Theodor Robert Luther, astronomo tedesco (n. 1822)
- 16 febbraio - Julius Schrader, pittore tedesco (n. 1815)
- 17 febbraio - Rocco Brienza, presbitero e patriota italiano (n. 1818)
- 18 febbraio - Eugenio Beltrami, matematico e fisico italiano (n. 1835)
- 19 febbraio - Léonce, tenore e attore francese (n. 1823)
- 21 febbraio - Alfredo Brañas, scrittore e politico spagnolo (n. 1859)
- 22 febbraio - Ottmar Hofmann, medico e entomologo tedesco (n. 1835)
- 23 febbraio - William Butterfield, architetto britannico (n. 1814)
- 23 febbraio - Ernest Dowson, poeta, scrittore e traduttore inglese (n. 1867)
- 23 febbraio - Otto Michael Ludwig Leichtenstern, medico tedesco (n. 1845)
- 23 febbraio - Rafaela Ybarra de Vilallonga, religiosa spagnola (n. 1843)
- 24 febbraio - Ethelie Madeleine Brohan, attrice teatrale francese (n. 1833)
- 24 febbraio - Alexander Morten, calciatore inglese (n. 1831)
- 24 febbraio - Wilhelm Ritter von Flattich, architetto austriaco (n. 1826)
- 24 febbraio - Andrew White Tuer, scrittore, editore e tipografo britannico (n. 1838)
- 26 febbraio - Shinagawa Yajirō, politico giapponese (n. 1843)

## Marzo(48)
- 3 marzo - Bartolommeo Capasso, storico e archivista italiano (n. 1815)
- 3 marzo - Ludwig Purtscheller, alpinista austriaco (n. 1849)
- 3 marzo - Franz Heinrich Reusch, teologo tedesco (n. 1823)
- 3 marzo - Georg Friedrich Wilhelm Rümker, astronomo tedesco (n. 1832)
- 4 marzo - Lorenzo Bruno, medico e politico italiano (n. 1821)
- 4 marzo - Joseph-Jean-Pierre Laurent, astronomo francese (n. 1823)
- 4 marzo - Gerrit de Vries, politico olandese (n. 1818)
- 5 marzo - Emmanuel Liais, astronomo, esploratore e botanico francese (n. 1826)
- 5 marzo - Antonio Maria Saeli, vescovo cattolico italiano (n. 1833)
- 6 marzo - Giovanni Bortolucci, politico italiano (n. 1819)
- 6 marzo - Gottlieb Daimler, ingegnere e imprenditore tedesco (n. 1834)
- 6 marzo - Vito Fornari, presbitero e scrittore italiano (n. 1821)
- 7 marzo - Gioacchino Colonna di Stigliano, IV principe di Stigliano, nobile italiano (n. 1809)
- 9 marzo - Francesco Saverio Melissari, politico e imprenditore italiano (n. 1832)
- 10 marzo - Karl Doppler, flautista, compositore e direttore d'orchestra ungherese (n. 1825)
- 10 marzo - Johan Peter Emilius Hartmann, compositore danese (n. 1805)
- 11 marzo - Achille Astolfi, pittore e incisore italiano (n. 1823)
- 11 marzo - Zenone Lavagna, pittore italiano (n. 1863)
- 11 marzo - Ettore Novelli, bibliotecario, poeta e storico italiano (n. 1822)
- 11 marzo - Annunziato Vitrioli, pittore italiano (n. 1830)
- 12 marzo - Luigi di Canossa, cardinale e vescovo cattolico italiano (n. 1809)
- 13 marzo - Henri Didon, religioso e scrittore francese (n. 1840)
- 13 marzo - Silvio Dorigoni, patriota, alpinista e politico italiano (n. 1847)
- 13 marzo - Alois Düll, scultore e insegnante austriaco (n. 1843)
- 13 marzo - Catherine Wolfe Bruce, filantropa statunitense (n. 1816)
- 13 marzo - Karl von Huene, politico prussiano (n. 1837)
- 14 marzo - Arsenio Crespellani, archeologo e numismatico italiano (n. 1828)
- 15 marzo - Elwin Bruno Christoffel, matematico tedesco (n. 1829)
- 16 marzo - Frederic William Burton, pittore irlandese (n. 1816)
- 16 marzo - Gustav Karsten, fisico tedesco (n. 1820)
- 18 marzo - George Burritt Sennett, ornitologo statunitense (n. 1840)
- 19 marzo - Charles-Louis Hanon, pedagogo, compositore e organista francese (n. 1819)
- 21 marzo - Paolo Mei, pittore italiano (n. 1831)
- 22 marzo - Carl Gustav Schmitt, compositore, violinista e direttore d'orchestra tedesco (n. 1837)
- 23 marzo - Domenico Bresolin, pittore e fotografo italiano (n. 1813)
- 23 marzo - Carlo Osmani, patriota italiano (n. 1819)
- 23 marzo - Achille Simonetti, scultore italiano (n. 1838)
- 24 marzo - Pasquale Sgrosso, oculista, chirurgo e psichiatra italiano (n. 1856)
- 25 marzo - John Henry Pepper, scienziato e inventore britannico (n. 1821)
- 26 marzo - Camillo Mazzella, gesuita, cardinale e teologo italiano (n. 1833)
- 26 marzo - Donald Stewart, I baronetto, militare britannico (n. 1824)
- 26 marzo - Jean-Baptiste Philémon de Cuvillon, violinista e compositore francese (n. 1809)
- 27 marzo - Antonio Nunziante, politico italiano (n. 1830)
- 28 marzo - Vincent Benedetti, diplomatico francese (n. 1817)
- 28 marzo - Louis Énault, scrittore e giornalista francese (n. 1824)
- 28 marzo - Petrus Jacobus Joubert, politico e generale boero
- 30 marzo - Archibald Forbes, giornalista e patriota britannico (n. 1838)
- 30 marzo - Leonardo Murialdo, presbitero italiano (n. 1828)

## Aprile(25)
- 1º aprile - Giuseppe Borsalino, artigiano e imprenditore italiano (n. 1834)
- 2 aprile - Gustaf Åkerhielm, politico svedese (n. 1833)
- 3 aprile - Giovanni Battista Alton, scrittore austro-ungarico (n. 1845)
- 5 aprile - Joseph Louis François Bertrand, matematico francese (n. 1822)
- 5 aprile - Osman Nuri Pascià, generale turco (n. 1832)
- 6 aprile - Cayetano Domingo Grossi, serial killer italiano (n. 1845)
- 7 aprile - Frederic Edwin Church, pittore statunitense (n. 1826)
- 9 aprile - Antonio Mangilli, politico italiano (n. 1829)
- 9 aprile - Edward O'Brien, XIV barone Inchiquin, politico inglese (n. 1839)
- 10 aprile - Eugenio Cais di Pierlas, storico italiano (n. 1842)
- 12 aprile - Tomás Gomensoro, politico uruguaiano (n. 1810)
- 13 aprile - Auguste Roedel, illustratore e litografo francese (n. 1859)
- 13 aprile - Luigi Toro, pittore e patriota italiano (n. 1835)
- 16 aprile - Dankmar Adler, architetto e ingegnere statunitense (n. 1844)
- 18 aprile - Elling Carlsen, esploratore e navigatore norvegese (n. 1819)
- 18 aprile - Rudolf Charousek, scacchista ungherese (n. 1873)
- 19 aprile - Alexandre Falguière, pittore e scultore francese (n. 1831)
- 21 aprile - Alphonse Milne-Edwards, naturalista e zoologo francese (n. 1835)
- 22 aprile - Amédée-François Lamy, esploratore e militare francese (n. 1858)
- 23 aprile - Edward Oxford, criminale britannico (n. 1822)
- 24 aprile - George Douglas Campbell, VIII duca di Argyll, politico scozzese (n. 1823)
- 25 aprile - Alessandra di Oldenburg, nobile (n. 1838)
- 26 aprile - Eugenio Torelli Viollier, giornalista e editore italiano (n. 1842)
- 28 aprile - Francišak Bahuševič, poeta, scrittore e avvocato bielorusso (n. 1840)
- 28 aprile - Victor Fayod, micologo svizzero (n. 1860)

## Maggio(27)
- 1º maggio - Gaetano Gravina di Santa Elisabetta, politico italiano (n. 1826)
- 1º maggio - Sergej Sergeevič Korsakov, neurologo e psichiatra russo (n. 1854)
- 1º maggio - Mihály Munkácsy, pittore ungherese (n. 1844)
- 2 maggio - Édouard Grimaux, chimico francese (n. 1835)
- 2 maggio - Giovanni Marinelli, geografo e politico italiano (n. 1846)
- 2 maggio - Aurelio Tiratelli, pittore e fotografo italiano (n. 1839)
- 4 maggio - Adolf Karl Ludwig Claus, chimico tedesco (n. 1838)
- 5 maggio - Ivan Konstantinovič Ajvazovskij, pittore russo (n. 1817)
- 5 maggio - Johann Evangelist Haller, cardinale e arcivescovo cattolico austriaco (n. 1825)
- 5 maggio - Pietro Scarpis, notaio e patriota italiano (n. 1832)
- 6 maggio - William Crowninshield Endicott, politico statunitense (n. 1826)
- 6 maggio - Anna Rosa Gattorno, religiosa italiana (n. 1831)
- 6 maggio - Libero Pilotto, attore e drammaturgo italiano (n. 1854)
- 8 maggio - Emilia Toscanelli Peruzzi, patriota italiana (n. 1827)
- 10 maggio - Raffaello Pagliaccetti, scultore italiano (n. 1839)
- 12 maggio - Attilio Luzzatto, giornalista e politico italiano (n. 1850)
- 13 maggio - Hermann Levi, direttore d'orchestra e compositore tedesco (n. 1839)
- 14 maggio - Antonio Prudenza, tenore italiano (n. 1823)
- 18 maggio - Félix Ravaisson, filosofo e archeologo francese (n. 1813)
- 18 maggio - Anna Risi, modella italiana (n. 1839)
- 20 maggio - André Léo, scrittrice francese (n. 1824)
- 23 maggio - Władysław Łuszczkiewicz, pittore polacco (n. 1828)
- 24 maggio - Giovanni Battista Enrico Geymet, politico italiano (n. 1831)
- 25 maggio - Giacinto Bruzzesi, militare italiano (n. 1822)
- 25 maggio - Ernest Roze, botanico e micologo francese (n. 1833)
- 28 maggio - Pietro Brambilla, politico e banchiere italiano (n. 1835)
- 31 maggio - Corrado Tommasi Crudeli, medico e politico italiano (n. 1834)

## Giugno(33)
- 2 giugno - Samory Turé, sovrano guineano
- 3 giugno - Mary Kingsley, scrittrice, etnologa e africanista britannica (n. 1862)
- 3 giugno - William Pleydell-Bouverie, V conte di Radnor, nobile e politico inglese (n. 1841)
- 5 giugno - Stephen Crane, scrittore, giornalista e poeta statunitense (n. 1871)
- 7 giugno - Antonio Guadagnini, pittore italiano (n. 1817)
- 7 giugno - Ivannicius, religioso russo (n. 1826)
- 8 giugno - Georg Autenrieth, filologo classico e linguista tedesco (n. 1833)
- 8 giugno - Henry Wellesley, III duca di Wellington, nobile inglese (n. 1846)
- 9 giugno - Adolf Holm, storico e archeologo tedesco (n. 1830)
- 10 giugno - Wilhelm Kühne, fisiologo tedesco (n. 1837)
- 10 giugno - Pio Sanquirico, pittore italiano (n. 1847)
- 11 giugno - David Ogilvy, XI conte di Airlie, nobile e ufficiale inglese (n. 1856)
- 12 giugno - Gaetano Carlucci, presbitero, teologo e missionario italiano (n. 1834)
- 12 giugno - Jean Frédéric Frenet, matematico, astronomo e meteorologo francese (n. 1816)
- 13 giugno - Pietro II di Oldenburg, sovrano tedesco (n. 1827)
- 14 giugno - Catherine Glynne, nobildonna gallese (n. 1812)
- 14 giugno - Vincenzo Rossi, militare italiano (n. 1877)
- 16 giugno - Francesco d'Orléans, nobile, militare e politico francese (n. 1818)
- 18 giugno - Adriano Caserotti, francescano e missionario italiano (n. 1842)
- 19 giugno - Giuseppina di Baden, principessa (n. 1813)
- 20 giugno - Clemens von Ketteler, diplomatico tedesco (n. 1853)
- 21 giugno - Polibio Fumagalli, compositore, organista e pianista italiano (n. 1830)
- 21 giugno - Michail Nikolaevič Murav'ëv, politico e diplomatico russo (n. 1845)
- 22 giugno - Jasper Francis Cropsey, pittore statunitense (n. 1823)
- 22 giugno - Arthur-Léon Imbert de Saint-Amand, scrittore, storico e diplomatico francese (n. 1834)
- 25 giugno - Carlo d'Adda, politico e patriota italiano (n. 1816)
- 26 giugno - Nicolae Crețulescu, politico e medico rumeno (n. 1812)
- 27 giugno - Ermanno Carlotto, militare italiano (n. 1878)
- 28 giugno - Michal Chrástek, storico della letteratura, bibliografo e presbitero slovacco (n. 1825)
- 28 giugno - Erastus Salisbury Field, pittore statunitense (n. 1805)
- 28 giugno - Harriet E. Wilson, scrittrice statunitense (n. 1825)
- 29 giugno - Paul Trouillebert, pittore francese (n. 1829)
- 30 giugno - David Bustill Bowser, pittore statunitense (n. 1820)

## Luglio(36)
- 1º luglio - Vincenzo Joppi, medico e bibliotecario italiano (n. 1824)
- 4 luglio - Cesidio da Fossa, presbitero italiano (n. 1873)
- 4 luglio - Alexander Skene, ginecologo scozzese (n. 1837)
- 6 luglio - Warren Earp, pistolero statunitense (n. 1855)
- 7 luglio - Adalbert Falk, politico, giurista e avvocato tedesco (n. 1827)
- 7 luglio - Antonino Fantosati, vescovo cattolico e missionario italiano (n. 1842)
- 7 luglio - Marco Ji Tianxiang, medico e santo cinese (n. 1834)
- 8 luglio - Humaid II bin Rashid Al Nuaimi, politico emiratino
- 9 luglio - Elia Facchini, presbitero italiano (n. 1839)
- 9 luglio - Francesco Fogolla, missionario e vescovo cattolico italiano (n. 1839)
- 9 luglio - Gregorio Maria Grassi, vescovo cattolico, missionario e santo italiano (n. 1833)
- 9 luglio - Maria Amandina di Schakkebroek, religiosa e missionaria belga (n. 1872)
- 10 luglio - Giovanni Falconi, medico e anatomista italiano (n. 1817)
- 11 luglio - Marie Bilders-van Bosse, pittrice olandese (n. 1837)
- 12 luglio - Eugénie Doche, attrice teatrale belga (n. 1821)
- 13 luglio - Joseph-Siméon Favre, pittore e etnomusicologo italiano (n. 1859)
- 15 luglio - Giulio Matteoli, vescovo cattolico italiano (n. 1841)
- 17 luglio - Simon Dereure, operaio francese (n. 1838)
- 18 luglio - Gustave Borgnis-Desbordes, militare francese (n. 1839)
- 18 luglio - Raffaele Canevari, ingegnere italiano (n. 1828)
- 18 luglio - Johan Kjeldahl, chimico danese (n. 1849)
- 19 luglio - Nepomuceno Bolognini, ufficiale italiano (n. 1824)
- 20 luglio - Léon-Ignace Mangin, presbitero francese (n. 1857)
- 21 luglio - Luigi Celleri, mineralogista italiano (n. 1828)
- 21 luglio - Alberico Crescitelli, missionario e presbitero italiano (n. 1863)
- 21 luglio - Antonio Lubin, letterato italiano (n. 1809)
- 24 luglio - Attilio Sarfatti, poeta e storico italiano (n. 1863)
- 25 luglio - Leodegar Coraggioni, numismatico svizzero (n. 1825)
- 26 luglio - Henry G. Blasdel, politico statunitense (n. 1825)
- 28 luglio - Giovanni Bruzzo, generale e politico italiano (n. 1824)
- 28 luglio - Emmerich von Thurn und Taxis, nobile, generale e politico boemo (n. 1820)
- 29 luglio - Sigbjørn Obstfelder, poeta norvegese (n. 1866)
- 29 luglio - Umberto I di Savoia, sovrano italiano (n. 1844)
- 30 luglio - Alfredo, duca di Sassonia-Coburgo-Gotha, principe inglese (n. 1844)
- 30 luglio - Antonio Bianchi, fantino italiano (n. 1825)
- 30 luglio - Tito Sarrocchi, scultore italiano (n. 1824)

## Agosto(34)
- 2 agosto - Raisa L'vovna Grossman, rivoluzionaria russa (n. 1858)
- 3 agosto - Gaetano Brunetti, politico italiano (n. 1829)
- 4 agosto - Jacob D. Cox, avvocato e generale statunitense (n. 1828)
- 4 agosto - Isaak Il'ič Levitan, pittore e docente russo (n. 1860)
- 5 agosto - James Augustine Healy, vescovo cattolico statunitense (n. 1830)
- 6 agosto - József Szlávy, politico ungherese (n. 1818)
- 7 agosto - Charles-Alphonse-Paul Bellay, pittore e incisore francese (n. 1826)
- 7 agosto - Wilhelm Liebknecht, politico e giornalista tedesco (n. 1826)
- 8 agosto - Galeazzo Calciati, politico italiano (n. 1828)
- 8 agosto - Emil Škoda, imprenditore boemo (n. 1839)
- 9 agosto - Eduard Formánek, botanico slovacco (n. 1845)
- 10 agosto - Ahmed Cevat Şakir Pascià, militare e politico ottomano (n. 1851)
- 12 agosto - James Edward Keeler, astronomo statunitense (n. 1857)
- 12 agosto - Wilhelm Steinitz, scacchista austriaco (n. 1836)
- 13 agosto - Vladimir Sergeevič Solov'ëv, filosofo, teologo e poeta russo (n. 1853)
- 14 agosto - Cheng Tinghua, artista marziale cinese (n. 1848)
- 15 agosto - John Anderson, zoologo britannico (n. 1833)
- 16 agosto - Eça de Queiroz, giornalista, diplomatico e scrittore portoghese (n. 1845)
- 17 agosto - Raimundo Andueza Palacio, politico venezuelano (n. 1846)
- 18 agosto - Albert Samain, poeta francese (n. 1858)
- 18 agosto - Genesio Sampieri, fantino italiano (n. 1851)
- 19 agosto - Jean-Baptiste Accolay, compositore, violinista e direttore d'orchestra belga (n. 1833)
- 19 agosto - Edmond Brassart, schermidore francese (n. 1870)
- 21 agosto - Gustave Cluseret, militare e politico francese (n. 1823)
- 23 agosto - Kuroda Kiyotaka, politico giapponese (n. 1840)
- 23 agosto - Carlo Turi, ammiraglio e politico italiano (n. 1838)
- 25 agosto - Friedrich Nietzsche, filosofo, filologo e scrittore tedesco (n. 1844)
- 25 agosto - Louis Petit de Julleville, storico, linguista e docente francese (n. 1841)
- 26 agosto - John Miller Adye, generale inglese (n. 1819)
- 27 agosto - Antoine Vollon, pittore e incisore francese (n. 1833)
- 28 agosto - Henry Sidgwick, filosofo britannico (n. 1838)
- 29 agosto - Bruno Abakanowicz, matematico e inventore polacco (n. 1852)
- 29 agosto - Francesco Maria Guerrieri Failla, poeta e patriota italiano (n. 1831)
- 31 agosto - John Bennet Lawes, scienziato inglese (n. 1814)

## Settembre(17)
- 3 settembre - Eduard Dämel, entomologo tedesco (n. 1821)
- 5 settembre - Arthur Sewall, politico statunitense (n. 1835)
- 11 settembre - Efisio Marini, scienziato italiano (n. 1835)
- 11 settembre - Roberto Perrone di San Martino, militare italiano (n. 1836)
- 11 settembre - Otto Torell, biologo, zoologo e geologo svedese (n. 1838)
- 13 settembre - Pasquale Valsecchi, politico italiano (n. 1828)
- 14 settembre - Julius Wilhelm Planck, giurista tedesco (n. 1817)
- 18 settembre - Paolo Giuseppe Maria Serci Serra, arcivescovo cattolico italiano (n. 1827)
- 20 settembre - John Alexander McClernand, avvocato, politico e generale statunitense (n. 1812)
- 20 settembre - Karl Schenkl, filologo classico e lessicografo austriaco (n. 1827)
- 21 settembre - Lewis Sayre, chirurgo statunitense (n. 1820)
- 21 settembre - Domenico Silverj, compositore italiano (n. 1818)
- 22 settembre - Albrecht Krafft von Dellmensingen, alpinista, avvocato e geologo tedesco (n. 1871)
- 23 settembre - Arsenio Martínez Campos y Antón, generale spagnolo (n. 1831)
- 26 settembre - George Franklin Drew, politico statunitense (n. 1827)
- 26 settembre - Jesse William Lazear, medico statunitense (n. 1866)
- 27 settembre - Albert Bernhard Frank, biologo tedesco (n. 1839)

## Ottobre(24)
- 1º ottobre - Luigi Maria Monti, religioso italiano (n. 1825)
- 6 ottobre - Tommaso Masaracchio, rivoluzionario italiano (n. 1820)
- 7 ottobre - August de Maere d'Aertrycke, ingegnere e politico belga (n. 1826)
- 9 ottobre - John Crichton-Stuart, III marchese di Bute, nobile britannico (n. 1847)
- 9 ottobre - Heinrich von Herzogenberg, compositore austriaco (n. 1843)
- 10 ottobre - Elena Nobili, pittrice italiana (n. 1833)
- 13 ottobre - Aldo Annoni, avvocato e politico italiano (n. 1831)
- 14 ottobre - Luciano Bucci, vescovo cattolico e francescano italiano (n. 1842)
- 14 ottobre - Costantino Crisci, politico italiano (n. 1813)
- 15 ottobre - Zdeněk Fibich, compositore ceco (n. 1850)
- 17 ottobre - Luigi Ferraris, politico e avvocato italiano (n. 1813)
- 17 ottobre - Raffaele Ulisse Barbolani, diplomatico e giornalista italiano (n. 1818)
- 20 ottobre - Naim Frashëri, poeta e patriota albanese (n. 1846)
- 20 ottobre - Charles Dudley Warner, saggista e scrittore statunitense (n. 1829)
- 22 ottobre - John Sherman, politico statunitense (n. 1823)
- 23 ottobre - Anton Oberbeck, fisico tedesco (n. 1846)
- 23 ottobre - Josyf Sembratowicz, arcivescovo cattolico ucraino (n. 1821)
- 25 ottobre - Sims Reeves, tenore inglese (n. 1821)
- 28 ottobre - Francesco De Renzis, militare, politico e diplomatico italiano (n. 1836)
- 28 ottobre - Max Müller, filosofo, filologo e storico delle religioni tedesco (n. 1823)
- 28 ottobre - Paul Rée, filosofo, scrittore e aforista tedesco (n. 1849)
- 29 ottobre - Cristiano Vittorio di Schleswig-Holstein, principe inglese (n. 1867)
- 30 ottobre - Tito Camillo Cazzaniga, matematico italiano (n. 1872)
- 30 ottobre - Giuseppe Maria Salvi Cristiani, insegnante e politico italiano (n. 1840)

## Novembre(23)
- 1º novembre - Wendelin Boeheim, militare e storico austriaco (n. 1832)
- 2 novembre - Luigi Acconci, medico italiano (n. 1851)
- 2 novembre - William Lafayette Strong, politico statunitense (n. 1827)
- 5 novembre - Fabius Brest, pittore francese (n. 1823)
- 5 novembre - Niccolò Nobili, avvocato, imprenditore e politico italiano (n. 1830)
- 6 novembre - Paku Alam V, sovrano indonesiano (n. 1835)
- 6 novembre - Henri t'Kint de Roodenbeke, nobile, politico e diplomatico belga (n. 1817)
- 8 novembre - Rajinder Singh, principe indiano (n. 1872)
- 10 novembre - Luigi Centurini, scacchista e compositore di scacchi italiano (n. 1820)
- 10 novembre - Armand David, missionario, zoologo e botanico francese (n. 1826)
- 11 novembre - Giuseppe Marchiori, politico italiano (n. 1847)
- 12 novembre - Tom Arnold, docente e storico della letteratura inglese (n. 1823)
- 12 novembre - Marcus Daly, imprenditore irlandese (n. 1841)
- 21 novembre - Antonio Susini, generale italiano (n. 1819)
- 22 novembre - Pietro Labriola, compositore e cantante italiano (n. 1820)
- 22 novembre - Arthur Sullivan, compositore britannico (n. 1842)
- 23 novembre - Joseph Mortimer Granville, medico, inventore e scrittore britannico (n. 1833)
- 27 novembre - Arturo Conti, architetto italiano (n. 1823)
- 27 novembre - Cushman Kellogg Davis, politico statunitense (n. 1838)
- 27 novembre - Maximilian Yorck von Wartenburg, militare e storico prussiano (n. 1850)
- 29 novembre - Gustav Hartlaub, medico e zoologo tedesco (n. 1814)
- 30 novembre - Tycho Mommsen, filologo classico tedesco (n. 1819)
- 30 novembre - Oscar Wilde, scrittore irlandese (n. 1854)

## Dicembre(38)
- 2 dicembre - Consalvo Carelli, pittore italiano (n. 1818)
- 3 dicembre - Friedrich Eduard Hoffmann, inventore tedesco (n. 1818)
- 4 dicembre - Giovanni Battista Bosdari, politico italiano (n. 1848)
- 4 dicembre - Wilhelm Leibl, pittore tedesco (n. 1844)
- 5 dicembre - Giovanni Antona Traversi, politico italiano (n. 1824)
- 6 dicembre - Michail Nikolaevič Lopatin, avvocato e scrittore russo (n. 1823)
- 6 dicembre - Domenico Sciacca Della Scala, agronomo e politico italiano (n. 1844)
- 7 dicembre - Richard Altmann, anatomista tedesco (n. 1852)
- 8 dicembre - Max Abraham, editore musicale tedesco (n. 1831)
- 8 dicembre - James Roosevelt, imprenditore statunitense (n. 1828)
- 8 dicembre - Ján Rotarides, patriota slovacco (n. 1822)
- 8 dicembre - Ghulam Muhammad Tarzi, poeta, scrittore e militare afghano (n. 1830)
- 11 dicembre - Edmond de Sélys Longchamps, zoologo e politico belga (n. 1813)
- 12 dicembre - Santo Siorpaes, alpinista e militare italiano (n. 1832)
- 13 dicembre - Gabriele Carelli, pittore italiano (n. 1820)
- 14 dicembre - Paddy Ryan, pugile irlandese (n. 1851)
- 16 dicembre - Karl Julius Schröer, linguista e critico letterario tedesco (n. 1825)
- 19 dicembre - Rocco Cocchia, arcivescovo cattolico italiano (n. 1830)
- 19 dicembre - Pietro Moro, politico italiano (n. 1829)
- 21 dicembre - Leonhard Graf von Blumenthal, generale tedesco (n. 1810)
- 22 dicembre - Lodovico Biagi, letterato e linguista italiano (n. 1845)
- 24 dicembre - Luciano Cordeiro, geografo e letterato portoghese (n. 1844)
- 24 dicembre - Maria Latini, modella italiana (n. 1853)
- 25 dicembre - Zenone Mattei, compositore italiano (n. 1859)
- 25 dicembre - Jane Conyngham, nobildonna inglese (n. 1826)
- 26 dicembre - Giovanni Battista Morana, avvocato e politico italiano (n. 1833)
- 27 dicembre - William George Armstrong, ingegnere, inventore e imprenditore britannico (n. 1810)
- 27 dicembre - Adolf Čech, direttore d'orchestra ceco (n. 1842)
- 27 dicembre - Luisa Teresa di Borbone-Spagna, nobile spagnola (n. 1824)
- 28 dicembre - Alexandre de Serpa Pinto, militare e esploratore portoghese (n. 1846)
- 29 dicembre - Giovanni Battista Castagneto, pittore italiano (n. 1851)
- 29 dicembre - Emma Julia Hohenemser, pedagoga tedesca (n. 1835)
- 29 dicembre - Carl Pichler von Deeben, poliziotto e militare austriaco (n. 1820)
- 29 dicembre - Rosendo Salvado, vescovo cattolico, abate e missionario spagnolo (n. 1814)
- 30 dicembre - William Beresford, ufficiale irlandese (n. 1847)
- 30 dicembre - Eugenia Ravasco, religiosa italiana (n. 1845)
- 31 dicembre - Oskar Alin, storico svedese (n. 1846)
- 31 dicembre - Hannibal Goodwin, presbitero, inventore e imprenditore statunitense (n. 1822)

## Senza giorno specificato(38)
- Germán Álvarez Algeciras, pittore spagnolo (n. 1848)
- Manuel Aranda San Juan, ingegnere e traduttore spagnolo (n. 1845)
- Giulio Arienta, pittore italiano (n. 1826)
- Giuseppa Bolognara Calcagno, patriota italiana (n. 1841)
- Nicholas Procter Burgh, ingegnere britannico (n. 1834)
- Ercole Calvi, pittore italiano (n. 1824)
- Saverio Crosa, politico italiano (n. 1801)
- Zhang Decheng, militare cinese (n. 1846)
- Alexandre Defaux, pittore francese (n. 1826)
- George Grove, musicologo inglese (n. 1820)
- Callisto Guatelli, compositore e direttore d'orchestra italiano (n. 1819)
- Luigi Imperatori, pedagogo e teologo svizzero (n. 1844)
- Samuel Kristeller, ginecologo tedesco (n. 1820)
- Ferdinand von Kummer, generale prussiano (n. 1816)
- Marco Lemmi, pittore e fotografo italiano (n. 1834)
- Étienne Lenoir, inventore francese (n. 1822)
- Alfonso Leopardi, poeta italiano (n. 1830)
- William Lister, pallanuotista britannico (n. 1882)
- Simone Manca di Mores, pittore e politico italiano (n. 1809)
- Antonio Mazzolani, compositore italiano (n. 1819)
- Thomas Nicholls, scultore britannico (n. 1825)
- Silvestro Palmerini, marinaio e patriota italiano (n. 1800)
- Marco Pechenino, presbitero e grecista italiano (n. 1820)
- Vasilij Petrovič Preobraženskij, filosofo e critico letterario russo (n. 1864)
- Pietro Punzo, chimico, fisico e insegnante italiano (n. 1832)
- Francesco Querini, esploratore italiano (n. 1867)
- Emanuele Ravot, avvocato e politico italiano (n. 1814)
- Shima Ryū, fotografa giapponese (n. 1823)
- Paul Sédille, architetto francese (n. 1836)
- Charles Piazzi Smyth, astronomo britannico (n. 1819)
- Ivan Stojanović, presbitero e scrittore serbo (n. 1829)
- Kunichika, pittore giapponese (n. 1835)
- Emanuele Trionfi, pittore e ceramista italiano
- Émile Vernet-Lecomte, pittore francese (n. 1821)
- Heinrich Vogl, tenore tedesco (n. 1845)
- Humaid bin Abd Allah al-Qasimi, sovrano emiratino
- Paul-Armand Bayard de la Vingtrie, scultore francese (n. 1846)
- Robert von Puttkamer, politico prussiano (n. 1828)